# Terminal Intermodal Vila Prudente

O Terminal Intermodal Vila Prudente, ou Estação Vila Prudente, é um dos terminais de transporte público de São Paulo, composto pelas estações das linhas 2–Verde e 15–Prata do Metrô de São Paulo e por um terminal de ônibus que atende aos corredores de ônibus Paes de Barros e Expresso Tiradentes.

## Estação do metrô
A Estação Vila Prudente teve a sua inauguração prevista para março de 2010, porém atrasos nas obras impediram a inauguração, que ficou indefinida até ser agendada, com três dias de antecedência, para 21 de agosto de 2010.
O embarque de passageiros na estação, entretanto, só começou dois dias depois, uma segunda-feira. Nesse primeiro dia de operação assistida foram transportados 7,4 mil passageiros em seis horas, sendo que mais de cem pessoas se aglomeravam na porta da estação pouco antes de ela abrir, às 9h30.

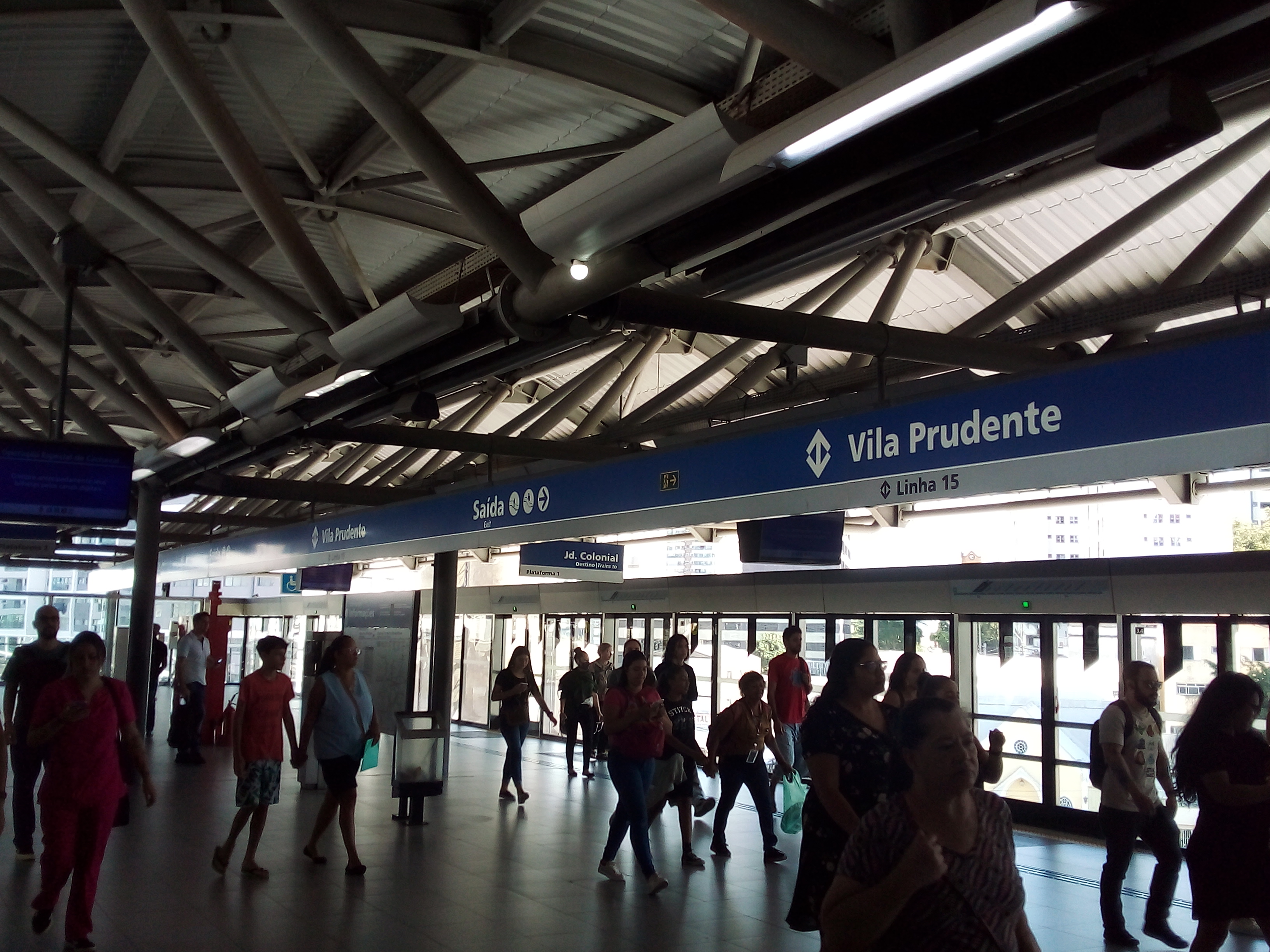
Interior da Estação Vila Prudente da Linha 15 Prata do Metrô de São Paulo

Houve contratempos: na primeira viagem as portas da plataforma não se abriram de imediato na Estação Sacomã, problema resolvido rapidamente, e, a maior falha, houve desalinhamento das portas dos trens com as da plataforma na estação Vila Prudente, diminuindo o espaço para embarque.
Durante a primeira semana o horário da operação assistida foi das 9h30 às 15 horas; a partir da segunda semana seria estendido para as 16 horas. Com a inauguração da estação Tamanduateí, passou a funcionar de segunda a sexta-feira, das 9 horas às 16h30, horário estendido para entre 8h30 e 17 horas a partir de 30 de setembro de 2010 e para entre 8 e 17 horas a partir de 5 de fevereiro de 2011, quando houve também o início da cobrança de tarifa.
Apesar de haver cobrança de tarifas, a estação seguiu em operação assistida. O horário foi ampliado novamente em 19 de março, passando para das 4h40 às 21 horas. Segundo o Metrô, o horário só não foi estendido até a meia-noite porque ainda restariam trezentas horas de testes a ser executadas no sistema de sinalização.
Moradores da região ouvidos pelo Jornal da Tarde em abril de 2011 reclamaram de um suposto aumento da criminalidade nos arredores da estação, já que criminosos estariam sendo atraídos pelos carros dos usuários do Metrô estacionados na região. "Não tínhamos isso por aqui", reclamou um deles. "Era uma região muito tranquila." A Polícia Militar, entretanto, disse não ter constatado um aumento significativo do número de ocorrências.

Desde o dia 12 de setembro de 2011, o horário de funcionamento foi ampliado para até a meia-noite, mesmo horário das demais estações do Metrô de São Paulo. A expectativa era de que as três horas adicionais gerariam um aumento de cerca de 2% no número de passageiros da linha.

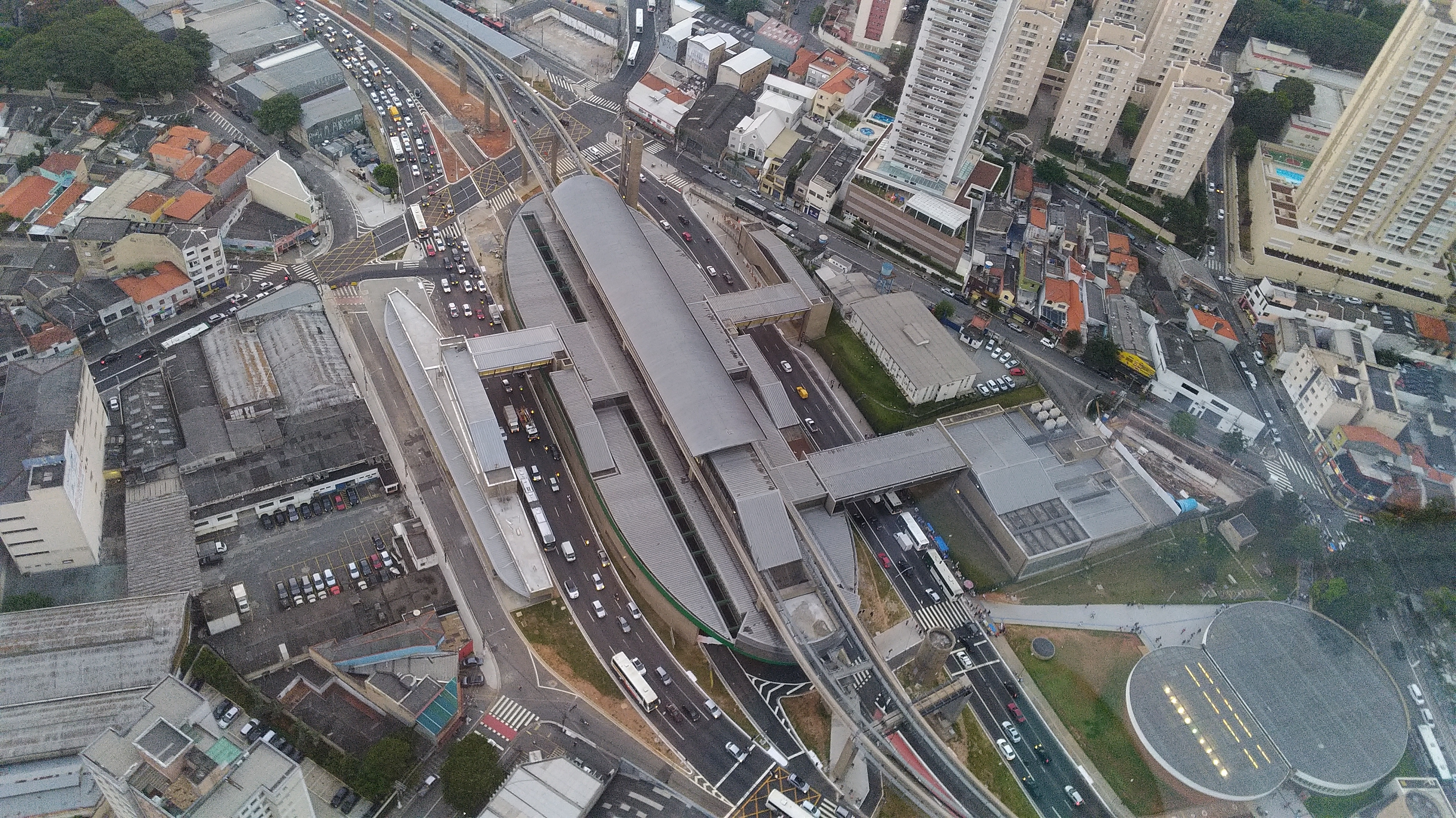
Visão aérea da Estação Vila Prudente da Linha 15

No dia 30 de agosto de 2014, foi inaugurada a estação da Linha 15–Prata, com ampliação do horário de atendimento e integração à estação da Linha 2–Verde em 20 de dezembro.

### Características
A Estação Vila Prudente está localizada na Avenida Professor Luis Inácio de Anhaia Melo, entre as ruas Itamumbuca e Cavour. Ela foi construída em três níveis enterrados e é a primeira estação do Metrô de São Paulo a ter iluminação natural em quase toda a sua extensão. A previsão era de atender 66 mil passageiros por dia depois que a estação passasse a funcionar em horário integral.

### Obras de arte
- "Cenas e Sonhos Latino Americanos I e II" (painel), Sérgio Ferro, acrílico alquídico e óleo sobre tela de linho (1990), madeira, corda, vidro e tinta acrílica (1,95 m X 26,9 m cada painel), instalado na empena curva do poço sul da Linha 2-Verde.[19]

### Tabelas
| Sigla | Estação       | Inauguração          | Capacidade     | Integração                                   | Plataformas | Posição     | Notas                                                             |
| ----- | ------------- | -------------------- | -------------- | -------------------------------------------- | ----------- | ----------- | ----------------------------------------------------------------- |
| VPT   | Vila Prudente | 21 de agosto de 2010 | não confirmada | Bilhete Único da SPTrans Expresso Tiradentes | Laterais    | Subterrânea | Futura expansão da Linha 2-Verde rumo à Estação Penha e Guarulhos |

| Sigla | Estação       | Inauguração          | Capacidade     | Integração                                   | Plataformas | Posição | Notas                                                        |
| ----- | ------------- | -------------------- | -------------- | -------------------------------------------- | ----------- | ------- | ------------------------------------------------------------ |
| VPM   | Vila Prudente | 30 de agosto de 2014 | não confirmada | Bilhete Único da SPTrans Expresso Tiradentes | Central     | Elevada | Terminal de ônibus da SPTrans em operação desde maio de 2019 |

### Funcionamento das linhas
| Linha    | Terminais                       | Estações | Principais destinos                                                                          | Intervalo entre trens (s) | Funcionamento                                                        |
| -------- | ------------------------------- | -------- | -------------------------------------------------------------------------------------------- | ------------------------- | -------------------------------------------------------------------- |
| 2 Verde  | Vila Madalena ↔ Vila Prudente   | 14       | Vila Madalena, Clínicas, Bela Vista, Paraíso, Vila Mariana, Cursino, Ipiranga, Vila Prudente | 120                       | Diariamente, das 4h40 à 0h24; aos sábados, até a 1 hora de domingo   |
| 15 Prata | Vila Prudente ↔ Jardim Colonial | 11       | Vila Prudente, São Lucas, Sapopemba, São Mateus, São Rafael                                  |                           | Diariamente, das 4h40 à 0 hora; aos sábados, até a 1 hora de domingo |

### Diagrama da estação
| 1 |

|  | ↑ a ↑ |

|  | ↑ b ↑ |

| 2 |

| 1 |

|  | ↑ a ↑ |

|  | ↑ b ↑ |

| 2 |

| 1 |

|  | ↑ a ↑ |

|  | ↑ b ↑ |

| 2 |

| 1 |

|  | ↑ a ↑ |

|  | ↑ b ↑ |

| 2 |

|  | ↓ a ↓ |

| 1 |

|  | ↓ b ↓ |

|  | ↓ a ↓ |

| 1 |

|  | ↓ b ↓ |

|  | ↓ a ↓ |

| 1 |

|  | ↓ b ↓ |

|  | ↓ a ↓ |

| 1 |

|  | ↓ b ↓ |

## Terminal (SPTrans)
O Terminal Vila Prudente é um terminal de ônibus da cidade de São Paulo. Parte do projeto SISTRAN (rede de 280 quilômetros de trólebus) da Prefeitura de São Paulo, foi um dos primeiros terminais de ônibus da cidade, aberto em 13 de dezembro de 1980 (o Corredor Paes de Barros, primeiro da cidade, fora inaugurado em 31 de março do corrente).
O primeiro terminal era composto por estruturas leves pré-moldadas de concreto com telhas de alumínio e destinava-se a integrar linhas de trólebus com as de ônibus a diesel. Com as obras do Terminal Intermodal Vila Prudente, o terminal foi demolido em 23 de março de 2013, sendo um novo terminal provisório construído nas proximidades.
O atual terminal foi projetado pelo arquiteto Luiz Carlos Esteves em 2008, originalmente como terminal do BRT Expresso Tiradentes. Posteriormente, seu projeto foi adaptado para se integrar ao dos terminais das linhas 2–Verde e 15–Prata do Metrô.
A primeira fase do terminal foi aberta, sob críticas, em setembro de 2017. A segunda parte do terminal (estrutura central, sob a estação de monotrilho) foi aberta à população no dia 11 de maio de 2019. Sua inauguração oficial foi no dia 20.